# Kiosque à musique de Marseille
Le kiosque à musique de Marseille est construit en 1911 sur le square Léon Blum dans le quartier du Chapitre du 1er arrondissement de Marseille.

## Description
Le kiosque à musique se situe en haut de la Canebière sur la place Léon Blum. Il est encadré par la Canebière et l'allée Léon Gambetta. Aujourd'hui en métal, il remplace en 1911 un kiosque en bois plus ancien. 

## Historique
Le kiosque est un lieu de concerts extérieurs dès la fin du XIXème siècle, comme le décrit Raymond Bizot : « tous les jeudis et les dimanches la musique militaire s’y fait entendre. C’est une des promenades favorites des Marseillais endimanchés. L’été, les concerts populaires attirent tous les soirs une foule énorme. ».
En 2014, il inspire l'Opéra noir de la place Lulli dans une logique de distorsion, créé dans le cadre du protocole des Nouveaux commanditaires.
Aujourd'hui, le kiosque est encore le lieu de rencontre de concerts, activités et animations et sera bientôt rénové.